# Павел Крушеван
Па́вел (Павола́кий) Алекса́ндрович Крушева́н (на молдовски: Cruşeveanu – Крушевяну) е руски журналист от молдовско-румънски произход, прозаик, публицист, дяснорадикален деятел и активен черносотенец.
Крушеван е известен с първата публикация на протоколите на Ционските мъдреци, след което е набеден и за вдъхновител на най-големия погром в историята на Русия – Кишиневския.
Крушеван произхожда от семейство на потомствен помешчик от Кишинев. Животът и дейността му са свързани основно с този главен град в Бесарабия. От 1897 до 1901 г. е издател на вестник „Бесарабец“, в който е описано ритуалното убийство на 14-годишния Михаил Рибаченко, като от страниците на вестника се намеква, че това е дело вероятно на евреите по повод на т.нар. кръвна обида.
Обществената и публична дейност на Крушеван в родния край и Кишинев е свързана с непрестанни скандали. Най-вероятно Крушеван като адвокат и публицист е таен сътрудник на царската тайна полиция.
През 1906-1909 г. Крушеван е представител в Кишиневската градска дума, а сетне е и депутат във Втората руска Държавна дума (парламент).
Крушеван е автор на няколко повести и романа. Известен е с непримиримата си позиция спрямо еврейското малцинство в Русия (вижте и история на евреите в Русия).